# Беттроне, Франческа
Франческа Беттроне (итал. Francesca Bettrone; род. 5 августа 1991 года, Венеция, Италия) — итальянская конькобежка, многократный призёр Кубка мира по конькобежному спорту среди юниоров, национального чемпионата Италии по конькобежному спорту, а также прочих локальных и международных соревнований. Призёр чемпионата Европы по конькобежному спорту 2018 года в масс-старте. Участница зимних Олимпийских игр 2018 года.

## Биография
Франческа Беттроне родилась в городе Венеция. В возрасте 3-х лет начала кататься на роликовых коньках, пойдя по стопам своей матери Барбары Кастелли, бывшей чемпионки Европы. В юниорском возрасте в 2007 году она стала чемпионкой Европы в Херде и вице-чемпионкой мира в Кали. Через год на юниорском чемпионате мира в Хихоне завоевала четыре бронзовые медали. Конькобежным спортом начала заниматься в возрасте 19 лет на одном из катков города Базельга-ди-Пине. 
Профессионально тренировалась на базе клуба «Group Cosmo Noale Ice», Венеция. За её подготовку в национальной сборной отвечал известный конькобежец и тренер Маурицио Маркетто. В 2011 году участвовала на чемпионате мира по конькобежному спорту среди юниоров, а в 2013 году дебютировала на этапах Кубка мира и на чемпионате мира в классическом многоборье заняла 23-е место. В том же году выиграла "бронзу" в командной гонке на зимней Универсиаде в Трентино.
В январе 2014 года Франческа заняла 20-е место в многоборье на чемпионате Европы в Хамаре, после которого у неё возобновилась травмы спины и она пропустила место на зимних Олимпийских играх 2014 года в Сочи. В 2017 году участвовала на чемпионате мира в спринтерском многоборье в Калгари, где заняла 17-е место в классификации.
Серебряной медалью завершилось выступление Беттроне на чемпионате Европы по конькобежному спорту 2018 года, проходившем в российском городе Коломна. 7 января 2018 года в масс-старте среди женщин с результатом 8:38.74 (+0.05) она финишировала второй, уступив первенство итальянке (Франческа Лоллобриджида, 8:38.69 — 1-е место), обогнав при этом австрийку (Ванесса Герцог, 8:39.33 (+0.64) — 3-е место).
На зимних Олимпийских играх 2018 года Франческа Беттроне была заявлена для участия в забеге на 500, 1000, 1500 м и масс-старте. 12 февраля 2018 года на Олимпийском Овале Каннына в забеге на 1500 м она финишировала с результатом 2:00.43 (+6.08). В итоговом зачёте Беттроне заняла 25-е место. 14 февраля 2018 года на Олимпийском Овале Каннына в забеге на 1000 м она финишировала с результатом 1:17.83 (+4.27). В итоговом зачёте Беттроне заняла 27-е место. 18 февраля 2018 года на Олимпийском Овале Каннына в забеге на 500 м она финишировала с результатом 39.52 (+2.58). В итоговом зачёте Беттроне заняла 29-е место. 24 февраля 2018 года на Олимпийском Овале Каннына в масс-старте в финале она финишировала с результатом 9:04.82. В итоговом зачёте Беттроне заняла 16-е место.
В 2019 году Франческа заняла 4-е место в командном спринте на чемпионате мира на отдельных дистанциях в Инцелле, в командной гонке преследования стала 8-й, а в масс-старте только 20-й. В августе она объявила о завершении карьеры в конькобежном спорте.

## Личная жизнь
Франческа Беттроне с 2005 по 2010 года изучала туризм в Техническом туристическом институте Альгаротти в Венеции, с 2018 года работает волонтёром по спасению домашних животных. окончила Трентский университет на факультете языковедения. Владеет итальянским, французским, английским и испанским языками. Её хобби - чтение, рисование, слушает музыку.